# Owariasahi

Owariasahi (尾張旭市 Owariasahi-shi?) este un municipiu din Japonia, prefectura Aichi.